# Budčeves
Obec Budčeves (německy Budschowes) se nachází v okrese Jičín, kraj Královéhradecký, 16 km jihozápadně od Jičína. Žije zde 157 obyvatel.

## Historie
První písemná zmínka o obci pochází z roku 1349.

## Pamětihodnosti
- Socha Panny Marie na návsi

## Části obce
- Budčeves
- Nečas

## Galerie

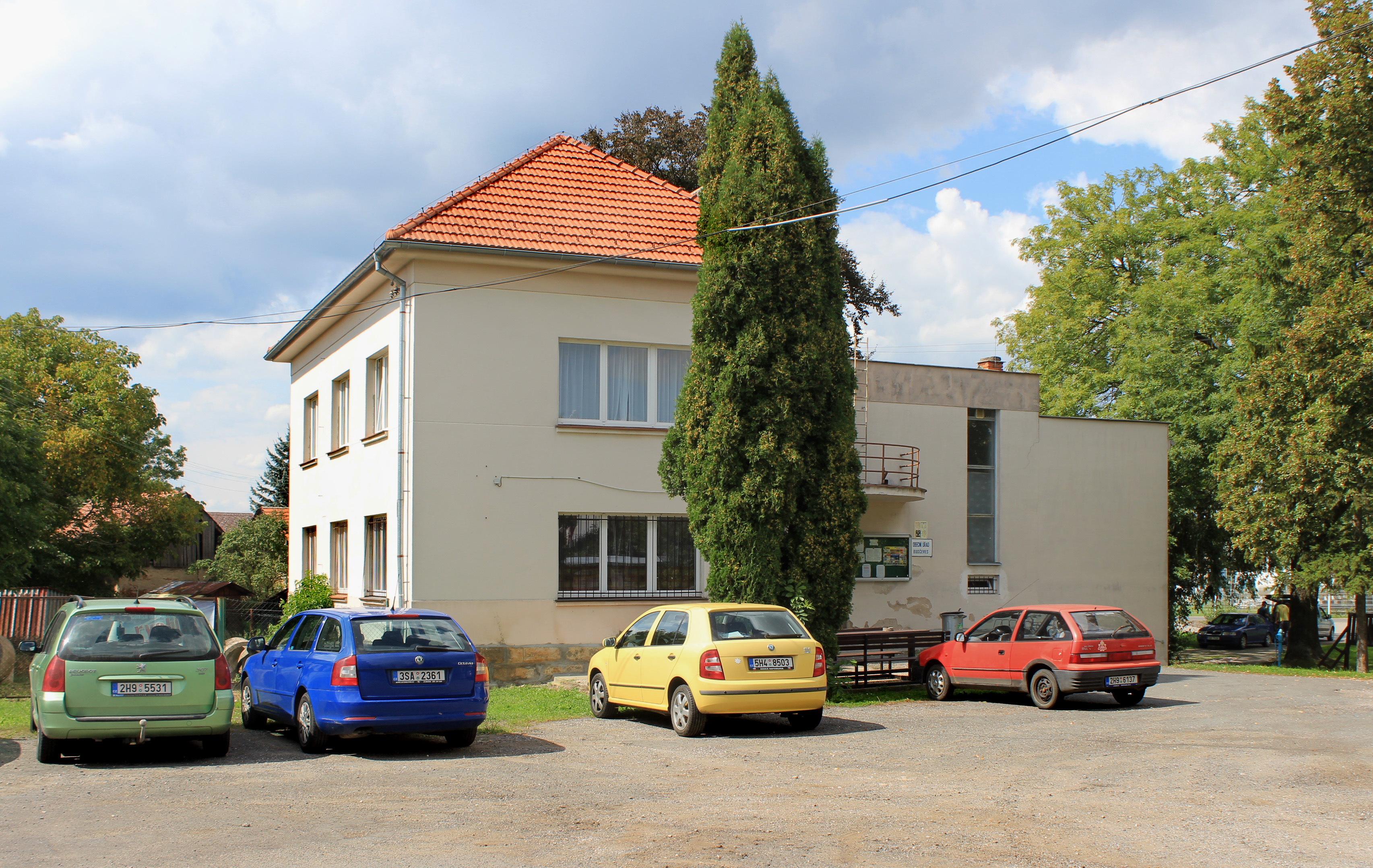
Obecní úřad
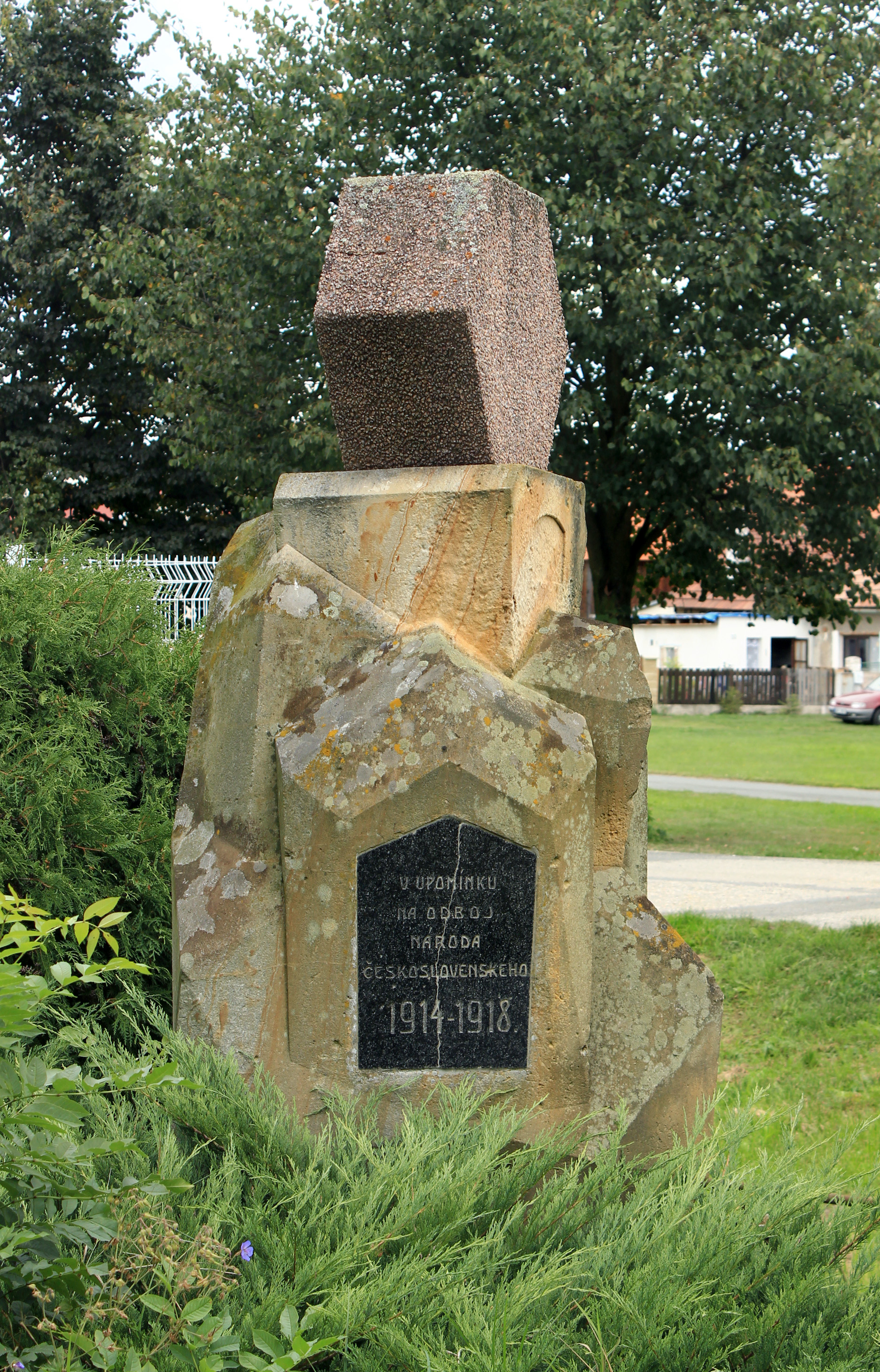
Památník
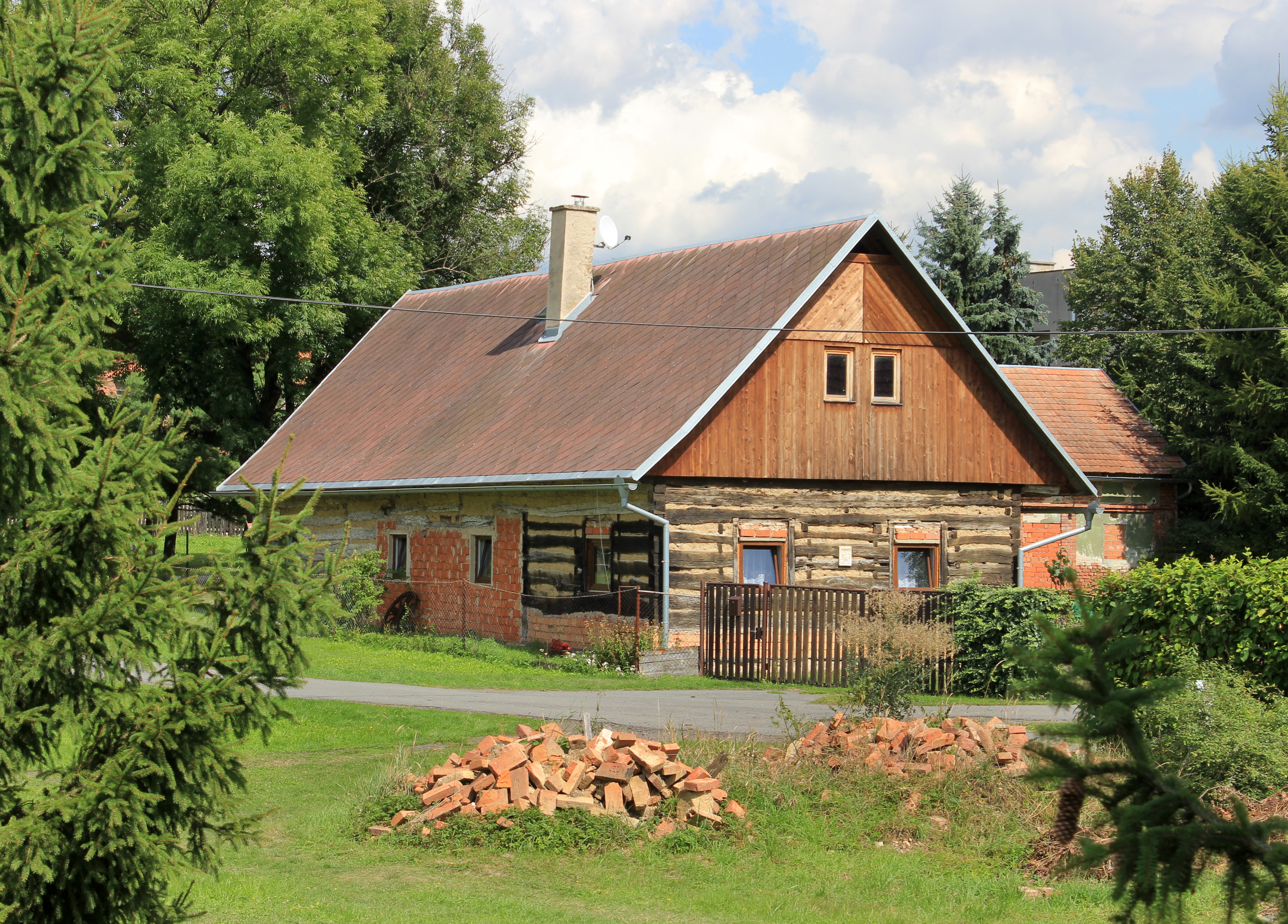
Roubenka u návsi
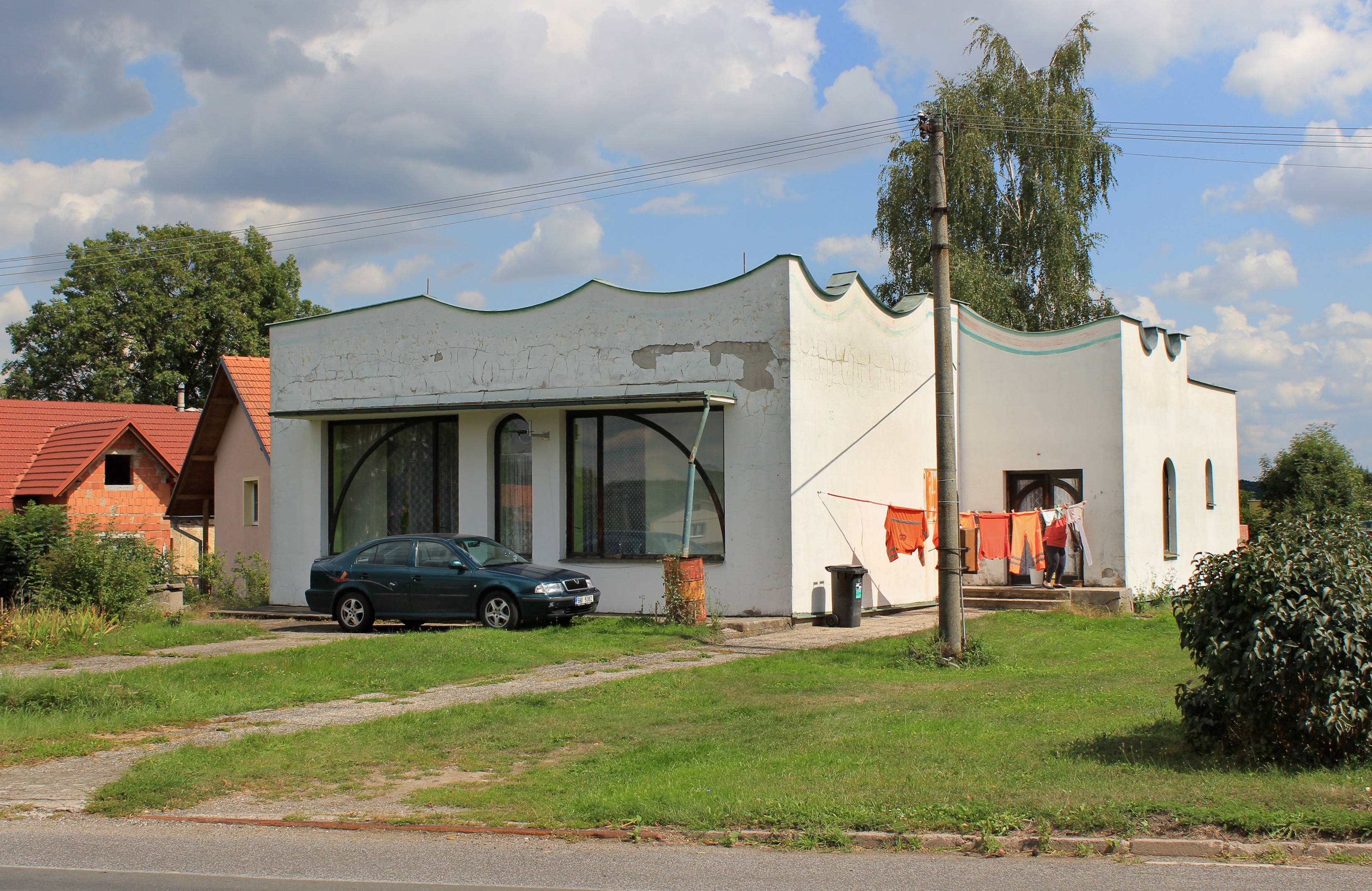
Dům čp. 38 s jihoamerickými prvky